# Johanna Senfter
Johanna Senfter, née le 27 novembre 1879 à Oppenheim et morte le 11 août 1961 dans la même ville, est une compositrice allemande.

## Biographie
À partir de 1895, Johanna Senfter a étudié la composition avec Iwan Knorr, le violon avec Adolf Rebner, le piano avec Karl Friedberg et l’orgue au Conservatoire Hoch à Francfort. Elle a donc une solide expérience quand, en 1908, elle devient élève de Max Reger à Leipzig.

## Œuvres
Johanna Senfter a composé 9 symphonies, 26 autres œuvres pour orchestre et des concertos pour le piano, le violon, l’alto et le violoncelle.

## Discographie
- Sonate pour violoncelle, op. 79 ; Sonate pour clarinette – Michael Gareis, violoncelle ; Reimar Ulrich, piano ; Stephan Landgrebe, clarinette (1993, Colosseum) (OCLC 32249354)
- Œuvres pour piano – Monica Gutman, piano (mars/avril 1994, Wergo 6264-2) (OCLC 811246316)
- Œuvres pour violon : Sonates op. 26 et 32 ; Suites pour deux violons op. 91 – Friedemann Eichhorn et Alexia Eichhorn, violon ; Paul Rivinius, piano (6-10 janvier 2007, Paladino) (OCLC 1222556474) — Première au disque.